# La Valenciana (Ripollet)
La Valenciana és un edifici noucentista de Ripollet (Vallès Occidental) inclosa a l'Inventari del Patrimoni Arquitectònic de Catalunya.

## Descripció
Habitatge unifamiliar de planta baixa i pis. Es podria tractar de la recuperació d'una antiga casa del carrer Calvari.
A la part baixa, la porta d'ingrés és rectangular amb sengles finestres als costats. Aquestes es troben emmarcades entre pilastres de fust estriat amb base i capitell d'imitació jònica. Al seu damunt se situen quatre mènsules que suporten la llosana d'un balcó que ocupa tot l'ample de la façana. Aquest és una obertura d'arc rebaixat, tot seguint la decoració de la façana que presenta un arc cec de falses dovelles que s'intercalen amb diferents mides, a base de lloses adossades al mur i que arrenca des del nivell entremig de la façana ocupant-la en la seva totalitat. A banda i banda de l'obertura del balcó es repeteixen les pilastres estriades amb base i capitell que es veuen al pis de sota. Remata la façana un pronunciat ràfec sostingut per un sistema de mènsules i a sota de les dues més exteriors es veuen dos òculs. Com a coronament del voladís, dos pedestals amb gerros decoratius.

## Història
Aquest edifici és fruit d'una profunda reforma practicada a una antiga casa que deuria datar-se un o dos segles enrere. Aquesta reforma va arribar de mans de Joan Escursell i Vaqués, propietari de l'immoble i carnisser d'ofici. El senyor Escursell, conegut com a Matxamarro va fer muntar un local a la planta baixa i es feu un habitatges al pis, dotant la façana d'una vistosa decoració per a atraure l'atenció dels adinerats estiuejants barcelonins cap al seu negoci. La propietat es va mantenir a mans de la família Escursell fins a la mort de l'últim descendent.
L'altre nom amb que es coneix l'edifici, Ca la Valenciana, prové d'una antiga llogatera de l'habitatge d'origen llevantí.